# Hendrik Jan Nederhorst (1847-1913)
Hendrik Jan Nederhorst (Breukelen, 9 augustus 1847 - Amsterdam, 14 november 1913) was een Nederlandse aannemer en architect en een liberale wethouder te Gouda.

## Leven en werk

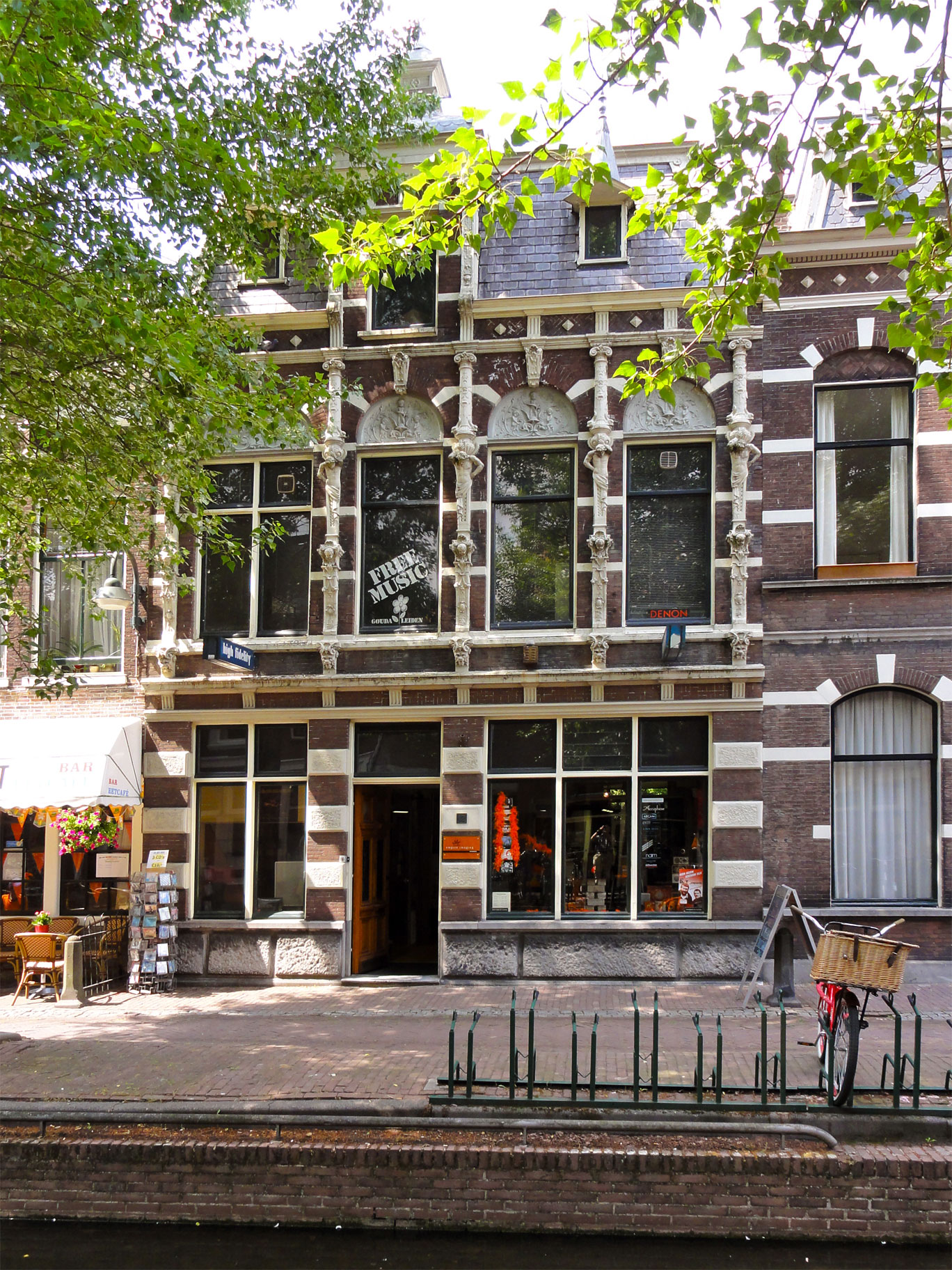
Turfmarkt 12, ontworpen in 1897 voor een makelaar in effecten, vanaf 1907 het kantoor van Nederhorst

Nederhorst was een zoon van Jan Nederhorst en Grietje van Reenen. Hij vestigde zich in 1871 in Gouda en begon daar zijn werkzaamheden als timmerman en aannemer. Hij nam het bedrijf over van de in 1868 overleden aannemer Anthonie Oudijk. Diens weduwe had het bedrijf nog even voortgezet, maar verkocht het in 1871 aan haar zoon, die het vrijwel onmiddellijk aan Nederhorst doorverkocht. Als architect bouwde hij diverse gezichtsbepalende gebouwen in Gouda, zoals het weeshuis aan de Groeneweg, de Rijks Hogere Burgerschool aan de Burgemeester Martenssingel, winkels aan de Markt en de Lange Tiendeweg en diverse woningen, onder meer aan de Crabethstraat en aan het Regentesseplantsoen. 
Hij ontwierp en bouwde in 1897 aan de Turfmarkt 12 in een neorenaissancestijl een kantoor voor de makelaar in effecten Knox en Dortland. Tien jaar na de bouw nam hij het pand zelf in gebruik als kantoor voor zijn onderneming. De toegepast bouwstijl is kenmerkend voor zijn werk. Daarnaast is in Gouda ook werk van hem te vinden met een jugendstilkarakter, bijvoorbeeld het winkelpand aan de Lange Tiendeweg 18.
Nederhorst was ook politiek actief. Hij werd in 1895 gekozen tot lid van de Goudse gemeenteraad voor de liberalen. Hij was jarenlang, van 1901 tot 1910, wethouder van publieke werken. Ook was hij in het jaar van zijn overlijden, 1913, lid van Provinciale Staten van Zuid-Holland. Hij werd in 1912 benoemd tot ridder in de Orde van Oranje-Nassau.
Hij overleed in november 1913 te Amsterdam op 66-jarige leeftijd en werd begraven in zijn woonplaats Gouda op de begraafplaats aan de Vorstmanstraat. In Gouda werd de H.J. Nederhorststraat naar hem genoemd. Aan deze straat was het toenmalige hoofdkantoor van de Verenigde Bedrijven Nederhorst gelegen.

## Familie
- Zijn gelijknamige zoon Hendrik Jan zette na zijn overlijden het bedrijf om in de N.V. tot aanneming van werken v/h H.J. Nederhorst. In 1964 werd dit bedrijf omgezet in de Verenigde Bedrijven Nederhorst N.V., dat in 1979 werd overgenomen door de Hollandsche Beton Maatschappij en sinds 2002 onderdeel is van Koninklijke BAM Groep. Deze zoon was evenals zijn vader wethouder van Gouda.
- Zijn kleinzoon Gerard Marinus Nederhorst was onder meer fractievoorzitter van de PvdA en ondervoorzitter van de Tweede- en de Eerste Kamer.